# Грацух (Свентокшиське воєводство)
Грацух (пол. Gracuch) — село в Польщі, у гміні Конське Конецького повіту Свентокшиського воєводства.
Населення — 171 особа (2011).
У 1975-1998 роках село належало до Келецького воєводства.

## Демографія
Демографічна структура на день 31 березня 2011 року:
|          | Загалом | Допрацездатний вік | Працездатний вік | Постпрацездатний вік |
| -------- | ------- | ------------------ | ---------------- | -------------------- |
| Чоловіки | 78      | 14                 | 58               | 6                    |
| Жінки    | 93      | 28                 | 49               | 16                   |
| Разом    | 171     | 42                 | 107              | 22                   |